# Рыжий бретонский бассет
Рыжий бретонский бассет (фр. Basset fauve de Bretagne) — французская универсальная охотничья собака. Порода представляет собой среднюю собаку с жесткой шерстью и рыжим окрасом. Порода распространена во Франции, где её часто заводят как для охоты, так и в качестве собаки-компаньона. Породу используют для охоты на зайца, кролика, косулю и кабана.

## История
В XVI веке во Франции существовало четыре разновидности гончих: белые (du Rol), палевые (de Bretagne), серые (du St Louis) и чёрные — от них произошли все современные французские гончие, в том числе рыжий бретонский бассет. Позже эти породы объединили и начали называть одним именем — Grand Fauves de Bretagne (Рыжая бретонская гончая), они были очень крупными (70—74 см в холке), славились своим охотничьим азартом, бесстрашием, резвостью и отличным нюхом. В то время породу могли заводить только аристократы, которые охотились с гончими на лошадях.
В 1789 году произошла Великая французская революция, и аристократические привилегии были сняты, и порода стала доступна крестьянам. Но у них не было денег на конную охоту и содержание таких больших собак. Поэтому начали отбирать небольших собак из помёта, чтобы создать универсальную собаку, подходящую для пешей охоты.
К XIX веку порода начала приобретать современный вид, её начали использовать для охоты на зайца, лисицу, косулю и кабана.
В 1963 году порода была признана FCI.

## Внешний вид

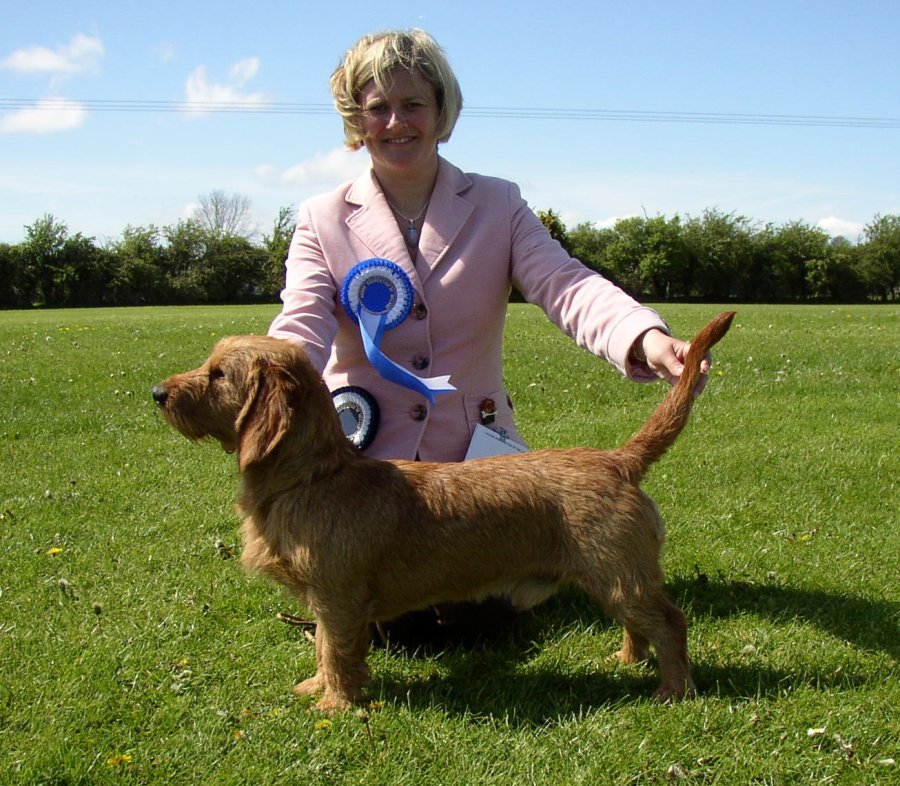

Рыжий бретонский бассет — коренастая собака с удлиненным телом и короткими конечностями. У породы широкая и глубокая грудь, выпуклая поясница и узкое туловище.
Череп длинный, стоп выражен. Нос у собак чёрный или тёмно-коричневый. Челюсти и зубы крепкие, как это и присуще охотничьим собакам. Уши висячие, приподнятые у основания. Глаза выразительные, тёмного цвета.
Передние ноги с хорошим костяком, лапы компактные с жёсткими подушечками. Задние конечности мускулистые, параллельно поставленные, лапы такие же как передние.
Кожа толстая и упругая. Шерсть очень грубая, короткая и жёсткая. Окрас палевый.
Рост: 32—38 см; вес: 10—17,5 кг

## Характер
Бретонский бассет очень энергичная и активная порода. Собаки дружелюбные и общительные, хорошо уживаются в семьях с детьми и другими собаками. Бассеты довольно упрямы, поэтому во время дрессировки нужно проявить терпение. Порода требует ранней социализации.

## Здоровье
Бретонский бассет — довольно здоровая собака, является долгожителем, многие собаки доживают до 16 лет и выше.
Наиболее часто встречающимися заболеваниями у породы являются: прогрессирующая атрофия сетчатки, эпилепсия, кардиомиопатии, кожные аллергии а также возрастные проблемы с щитовидной железой.